# Гонсёр, Францишек
Францишек Гонсёр (пол. Franciszek Gąsior; 21 апреля 1947 года, Тарнув — 26 августа 2021 года, Тарнув) — польский гандболист и тренер, участник Олимпийских игр 1972 года.

## Биография
Родился 21 апреля 1947 года в Тарнове в семье Францишека и Михалины (девичья фамилия Опиол). В 1968 году окончил Механический техникум в Тарнове, а через два года Педагогический колледж в Тарнове, где получил право преподавать физическую культуру.
Был многопозиционным игроком, играл на позиции крайнего (левого и правого), линейного и полусреднего. Представлял цвета MKS Дом молодёжи (Тарнув) (1961—1970), Сталь (Мелец) (1970—1977), Уния (Тарнув) (1977—1983) и австрийского Raupach Bruck an der Mur (1983—1984). Вместе с клубом MKS Дом молодёжи (Тарнув) в Новой Гуте завоевал титул вице-чемпиона Польши среди молодежи (1962), завоевал бронзовую медаль чемпионата Польши среди юниоров во Вроцлаве (1965) и был повышение взрослого состава клуба во вторую лигу (1968). Наиболее успешен был в «Стали Мелец», с которой выиграл Кубок Польши (1971) и титул вице-чемпиона страны (1975).
Его называют легендой мелецкого гандбола, а также лучшим игроком в истории гандбола в Тарнуве. За всю свою спортивную карьеру не получил ни одной травмы. Его тренерами были Станислав Майорек, Эдвард Стшабала и Станислав Кубала. Тренеры ценили его за универсализм и чрезвычайно точную реализацию тактических установок.
В 1969—1972 годах был членом сборной Польши по гандболу, за которую сыграл 36 матчей и забил 24 гола. В 1972 году отобрался в сборную Польши на организованные в Мюнхене Олимпийские игры, в ходе которых сыграл во встрече с Исландией и забил два гола. Вместе с командой в итоге занял десятое место. Ему было присвоено звание мастера спорта (1973).
После окончания спортивной карьеры работал учителем и тренером в клубах MKS Дом молодёжи (Тарнув) и Уния (Тарнув), также был предпринимателем.
Его рост составлял 179 сантиметров. Был женат на Дануте, имел троих детей — Ивону (род. 1975) и близнецов Агату и Мацея (род. 1978). Умер 26 августа 2021 года в Тарнове.